# شتونایه
شتونایه (به فرانسوی: Châtonnaye)(به آرپیتان: Châthonèya یا Châthonèna ) یک شهر و شهرداری است که در بخش گلن کانتون فریبورگ در کشور سوئیس واقع شده است.
این شهر برای اولین بار با نام شتونایه در نقشه‌های تهیه شده در اوایل قرن پانزدهم ذکر شده است. جمعیت شتونایه در پایان سال ۲۰۱۸ بالغ بر ۸۴۶ نفر بوده است. این شهر در مرز کانتون فریبورگ با کانتون وو قرار دارد.